# Lucas Mincarelli
Lucas Mincarelli Davin (* 5. Januar 2004 in Saint-Martin-d’Hères) ist ein französisch-italienischer Fußballspieler, der aktuell beim HSC Montpellier in der Ligue 1 spielt.

## Karriere

### Verein
Der in einem Ortsteil von Grenoble geborene Mincarelli begann seine fußballerische Ausbildung im Januar 2010 im Süden Frankreichs beim FC Lambescain. Nach sechs Jahren wechselte er zu Marignane GCB in die Jugendakademie und nach drei Jahren dort zu einem weiteren Klub in der Nähe, zu Luynes Sports. Im Sommer 2019 wechselte er zur AS Aix-en-Provence, wo er ein Jahr spielte, ehe er sich dem FC Istres anschloss. Hier kam er in der Saison 2021/22 zu seinen ersten Erfahrungen im Aktivenbereich, da er zwölfmal in der National 3 für das erste Team eingesetzt wurde und ein Tor schoss.
Nach jener Spielzeit wechselte er zum Erstligisten HSC Montpellier, wo er zunächst für das zweite Team und die U19-Mannschaft eingeplant war. 2022/23 war er schließlich Stammspieler in der fünftklassigen Zweitmannschaft, wo er in 20 Einsätzen dreimal traf, spielte jedoch auch hin und wieder für die A-Junioren. Am ersten Spieltag der Folgesaison wurde er bei einem 2:2-Unentschieden gegen den Le Havre AC eingewechselt und debütierte somit für die Profis in der Ligue 1. Nach weiteren Einsätzen im zweiten Team und immer mehr Startelfeinsätzen bei den Profis, unterschrieb Mincarelli im März 2024 seinen ersten Profivertrag, welcher von Juli 2024 an gültig sein wird.

### Nationalmannschaft
Mincarelli wurde im März 2024 das erste Mal von der französischen U20-Nationalmannschaft berufen und ist seitdem im Team aktiv.